# Quoridor
A Quoridor absztrakt stratégiai táblás játék 2, esetleg 4 személy részére. A játékos célja, hogy bábuját elsőként juttassa el a túloldalra, ellenfelét pedig megakadályozza ugyanebben.
A játék neve a több nyelvben is létező corridor szóból ered, amely jelentése 'folyosó'.

## Szabályok
A tábla 9×9 egyforma mezőből áll. A játékhoz tartozik összesen 20 fal-elem, kis lapok, amelyek hossza 2 mező szélességével egyenlő. A tábla úgy van kialakítva, hogy ezek a lapocskák a mezők közötti vájatba állíthatók, tetszés szerint.
A játékosok az üres tábla hozzájuk legközelebbi sorának középső mezőjére állítják a saját bábujukat, és egyenlően elosztják egymás között a falakat. Az a játékos célja, hogy a bábujával a túlsó oldali kezdősor valamelyik mezőjére léphessen, ezzel a játékos megnyeri a játszmát. A játékosok falak felállításával akadályozzák ellenfelüket.
A játékosok felváltva következnek. A játékos vagy egyet lép a bábujával, vagy felhelyez egy fal-elemet. Ha nincs több eleme, akkor lépni köteles. A falat mindig úgy kell elhelyezni, hogy pontosan két mező mellé, tehát két-két mező közé tesszük, az elemek értelemszerűen nem képesek egymást keresztezni. Falat letenni a táblán bárhová szabad, ahol és ahogy az lehetséges. Letett falat a játék során már nem lehet eltávolítani vagy áthelyezni.
Tilos olyan falat felépíteni, amely teljesen elzárja a célhoz vezető összes utat a másik bábu elől.
A bábu egyet léphet a négy szomszédos mező valamelyikére, ha fal nem állja útját. Ha az egyik mezőn egy másik bábu áll, akkor azt át lehet ugrani, ha mögötte szabad és fallal el nem zárt mező van. Ha a bábut átugrani nem lehet, akkor a játékos a bábu két másik oldalán levő mező közül választhat.
Ha a játékos nem tud lépni, akkor veszített. Két játékos esetén ezzel az ellenfele győzött, négy játékos esetén a vesztes játékos bábuja lekerül a tábláról.

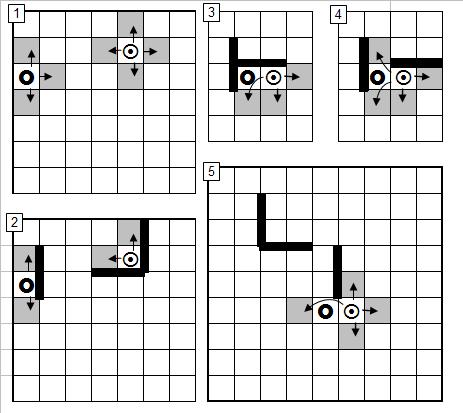
A lépési lehetőségek

|  |  |

## Lásd még
- BoardGameGeek.com